# Nation of Islam

Vlag van Nation of Islam

De Nation of Islam (NOI) is een Afro-Amerikaanse sociculturele, politieke en nieuwe religieuze beweging van moslims in de Verenigde Staten. De gestelde doelen van de organisatie zijn om de spirituele, mentale, sociale en economische gesteldheid van Afro-Amerikanen te verbeteren. Critici hebben de theologie van de organisatie beschreven als een die antisemitisme promoot, zich bedient van anti-LGBT-retoriek en dat het geloofsovertuigingen met betrekking tot zwarte suprematie predikte.
Ze strijden tegen een in hun ogen door het blanke ras en het christendom gedomineerde maatschappij en streefden naar een eigen, aparte samenleving van vrije zwarten.

## Geschiedenis
De beweging werd in 1930 gesticht door Wallace Fard Muhammad (ook bekend als Wallace D. Fard maar over zijn precieze naam bestaat onduidelijkheid), die in 1934 onder nooit opgehelderde omstandigheden verdween. Hij werd opgevolgd door Elijah Muhammad. Het meest charismatische lid was Malcolm X. Ook bokslegende Muhammad Ali behoorde tot 1975 tot de leden van de Nation of Islam.
In de loop der jaren waren er meerdere afsplitsingen onder het leiderschap van Elijah Muhammad. Ook baarde het vertrek van Malcolm X opzien. Hij werd in februari 1965 door een lid van de Nation of Islam, Thomas Hagan, geliquideerd.
Na de dood van Elijah Muhammad in 1975, werd de organisatie door diens zoon Warith Deen Mohammed omgevormd tot een brede orthodox-islamitische beweging van het Soennisme waarbij de naam werd veranderd in onder andere "World Community of Islam in the West". Er volgden nog twee naamswijzigingen.
In 1977 trad Louis Farrakhan uit de organisatie en richtte een nieuwe Nation of Islam op naar het oude model. In de jaren die volgden, nam Farrakhan veel van de oorspronkelijke bezittingen over. De organisatie werd een van de snelstgroeiende politieke bewegingen van het land. Sinds 2010 adviseert Farrakhan leden met klem om Dianetics te studeren, de leer van L. Ron Hubbard die ook door Scientology wordt gepropageerd.
- Library of Congress Control Number: n95035841
- Nationale Bibliotheek van Tsjechië: kn20020322362
- Nationale Bibliotheek van Israël: 987007511401405171
- Système universitaire de documentation: 027665216
- Virtual International Authority File: 125168593